# Élections législatives de 1993 dans l'Aude
Les élections législatives françaises de 1993 se déroulent les 21 et 28 mars 1993. Dans le département de l'Aude, trois députés sont à élire dans le cadre de trois circonscriptions.

## Élus
| Circonscription | Député sortant    | Parti | Parti | Député élu ou réélu | Parti | Parti    |
| --------------- | ----------------- | ----- | ----- | ------------------- | ----- | -------- |
| 1re             | Joseph Vidal      |       | PS    | Gérard Larrat       |       | UDF (PR) |
| 2e              | Régis Barailla    |       | PS    | Alain Madalle       |       | RPR      |
| 3e              | Jacques Cambolive |       | PS    | Daniel Arata        |       | RPR      |

## Positionnement des partis
Les candidats d'alliance RPR-UDF et divers droite se présentent sous la bannière de l'Union pour la France et ceux du Parti socialiste derrière l'Alliance des Français pour le Progrès. Par ailleurs, Les Verts et Génération écologie s'unissent sous l'étiquette Entente des écologistes.

## Résultats

### Résultats à l'échelle du département
| Parti          | Parti                                 | Premier tour | Premier tour | Second tour | Second tour | Sièges |
| Parti          | Parti                                 | Voix         | %            | Voix        | %           | Sièges |
| -------------- | ------------------------------------- | ------------ | ------------ | ----------- | ----------- | ------ |
|                | Rassemblement pour la République      | 38 123       | 24,96        | 57 995      | 37,43       | 2      |
|                | Union pour la démocratie française    | 13 558       | 8,88         | 22 460      | 14,50       | 1      |
|                | Divers droite                         | 2 370        | 1,55         |             |             | 0      |
|                | Union pour la France                  | 54 051       | 35,39        | 80 455      | 51,93       | 3      |
|                |                                       |              |              |             |             |        |
|                | Parti socialiste                      | 43 260       | 28,33        | 74 478      | 48,07       | 0      |
|                | Mouvement des réformateurs            | 1 513        | 0,99         |             |             | 0      |
|                | Divers gauche (Maj. prés.)            | 591          | 0,39         | 0           |             |        |
|                | Alliance des Français pour le progrès | 45 364       | 29,70        | 74 478      | 48,07       | 0      |
|                |                                       |              |              |             |             |        |
|                | Les Verts                             | 6 762        | 4,43         |             |             | 0      |
|                | Génération écologie                   | 3 169        | 2,07         | 0           |             |        |
|                | Entente des écologistes               | 9 931        | 6,50         |             |             | 0      |
|                |                                       |              |              |             |             |        |
|                | Parti communiste français             | 19 378       | 12,69        |             |             | 0      |
|                | Front national                        | 18 024       | 11,80        | 0           |             |        |
|                | Divers écologiste dont LT-LNÉ         | 5 215        | 3,81         | 0           |             |        |
|                | Divers dont PLN                       | 761          | 0,50         | 0           |             |        |
|                |                                       |              |              |             |             |        |
| Inscrits       | Inscrits                              | 222 897      | 100,00       | 222 819     | 100,00      | 3      |
| Abstentions    | Abstentions                           | 60 325       | 27,06        | 53 410      | 23,97       |        |
| Votants        | Votants                               | 162 572      | 72,94        | 169 409     | 76,03       |        |
| Blancs et nuls | Blancs et nuls                        | 9 848        | 6,06         | 14 476      | 8,55        |        |
| Exprimés       | Exprimés                              | 152 724      | 93,94        | 154 933     | 91,45       |        |

### Résultats par circonscription

#### Première circonscription (Carcassonne)
| Candidat       | Candidat             | Parti             | Premier tour | Premier tour | Second tour | Second tour |  |
| Candidat       | Candidat             | Parti             | Voix         | %            | Voix        | %           |  |
| -------------- | -------------------- | ----------------- | ------------ | ------------ | ----------- | ----------- |  |
|                | Gérard Larrat élu    | UDF (PR)          | 13 558       | 31,48        | 22 460      | 51,35       |  |
|                | Joseph Vidal sortant | PS (ADFP)         | 11 410       | 26,49        | 21 275      | 48,65       |  |
|                | Henry Garino         | PCF               | 6 631        | 15,39        |             |             |  |
|                | Henri Escortell      | FN                | 5 125        | 11,9         |             |             |  |
|                | Jacques Doucet       | Les Verts (EÉ)    | 2 895        | 6,72         |             |             |  |
|                | Jean-François Daraud | Divers droite     | 1 274        | 2,96         |             |             |  |
|                | Jean Fabre           | Divers écologiste | 1 181        | 2,74         |             |             |  |
|                | Muriel Laffont       | LT-LNÉ            | 819          | 1,9          |             |             |  |
|                | Franck Plantey       | PLN               | 181          | 0,42         |             |             |  |
|                |                      |                   |              |              |             |             |  |
| Inscrits       | Inscrits             | Inscrits          | 64 352       | 100,00       | 64 340      | 100,00      |  |
| Abstentions    | Abstentions          | Abstentions       | 18 339       | 28,5         | 16 182      | 25,15       |  |
| Votants        | Votants              | Votants           | 46 013       | 71,5         | 48 158      | 74,85       |  |
| Blancs et nuls | Blancs et nuls       | Blancs et nuls    | 2 939        | 6,39         | 4 423       | 9,18        |  |
| Exprimés       | Exprimés             | Exprimés          | 43 074       | 93,61        | 43 735      | 90,82       |  |

#### Deuxième circonscription (Narbonne)
| Candidat       | Candidat               | Parti          | Premier tour | Premier tour | Second tour | Second tour |  |
| Candidat       | Candidat               | Parti          | Voix         | %            | Voix        | %           |  |
| -------------- | ---------------------- | -------------- | ------------ | ------------ | ----------- | ----------- |  |
|                | Alain Madalle élu      | RPR (UPF)      | 20 130       | 33,49        | 31 571      | 52,63       |  |
|                | Régis Barailla sortant | PS (ADFP)      | 15 851       | 26,37        | 28 416      | 47,37       |  |
|                | Gérard Chappert        | PCF            | 7 972        | 13,26        |             |             |  |
|                | Yvonne Garnier         | FN             | 7 953        | 13,23        |             |             |  |
|                | Maryse Arditi          | Les Verts (EÉ) | 3 867        | 6,43         |             |             |  |
|                | Paul Dolset            | LT-LNÉ         | 1 732        | 2,88         |             |             |  |
|                | Jean Antagnac          | MDR            | 1 513        | 2,52         |             |             |  |
|                | André Homps            | UDI            | 1 096        | 1,82         |             |             |  |
|                |                        |                |              |              |             |             |  |
| Inscrits       | Inscrits               | Inscrits       | 88 051       | 100,00       | 88 032      | 100,00      |  |
| Abstentions    | Abstentions            | Abstentions    | 24 390       | 27,7         | 22 050      | 25,05       |  |
| Votants        | Votants                | Votants        | 63 661       | 72,3         | 65 982      | 74,95       |  |
| Blancs et nuls | Blancs et nuls         | Blancs et nuls | 3 547        | 5,57         | 5 995       | 9,09        |  |
| Exprimés       | Exprimés               | Exprimés       | 60 114       | 94,43        | 59 987      | 90,91       |  |

#### Troisième circonscription (Castelnaudary - Limoux)
| Candidat       | Candidat                  | Parti                      | Premier tour | Premier tour | Second tour | Second tour |  |
| Candidat       | Candidat                  | Parti                      | Voix         | %            | Voix        | %           |  |
| -------------- | ------------------------- | -------------------------- | ------------ | ------------ | ----------- | ----------- |  |
|                | Daniel Arata élu          | RPR (UPF)                  | 17 993       | 36,32        | 26 424      | 51,6        |  |
|                | Jacques Cambolive sortant | PS (ADFP)                  | 15 999       | 32,3         | 24 787      | 48,4        |  |
|                | Sabine de Pompignan       | FN                         | 4 946        | 9,98         |             |             |  |
|                | André Illac               | PCF                        | 4 775        | 9,64         |             |             |  |
|                | Michel Cornuet            | GÉ (EÉ)                    | 3 169        | 6,4          |             |             |  |
|                | Daniel Joannès            | LT-LNÉ                     | 751          | 1,52         |             |             |  |
|                | Georges Delmaire          | Divers écologiste          | 732          | 1,48         |             |             |  |
|                | Jean-Pierre Bourgeau      | Divers gauche (Maj. prés.) | 591          | 1,19         |             |             |  |
|                | Jean-Pierre Bourdil       | Divers                     | 580          | 1,17         |             |             |  |
|                |                           |                            |              |              |             |             |  |
| Inscrits       | Inscrits                  | Inscrits                   | 70 494       | 100,00       | 70 447      | 100,00      |  |
| Abstentions    | Abstentions               | Abstentions                | 17 596       | 24,96        | 15 178      | 21,55       |  |
| Votants        | Votants                   | Votants                    | 52 898       | 75,04        | 55 269      | 78,45       |  |
| Blancs et nuls | Blancs et nuls            | Blancs et nuls             | 3 362        | 6,36         | 4 058       | 7,34        |  |
| Exprimés       | Exprimés                  | Exprimés                   | 49 536       | 93,64        | 51 211      | 92,66       |  |